# Philipp Küble
Philipp Küble SJ (* 21. August 1891 in Bergatreute; † 10. Juni 1946 in Ravensburg) war ein deutscher römisch-katholischer Theologe.

## Leben
Er besucht die Stella Matutina und das Gymnasium Ehingen. Er trat 1910 in den Jesuitenorden ein. Er war freiwilliger Krankenpfleger (1915–1918) im Kriegslazarett 51. Nach der Priesterweihe 1923 war er Jugendseelsorger in Feldkirch, Nürnberg, St. Blasien, in Ravensburg (1939–1946).

## Schriften (Auswahl)
- Hast du Mut? Ein Charakterbild des P. W. Doyle. Einsiedeln 1923, OCLC 451061168.
- Nacktkultur. Eine Volksschrift. Düsseldorf 1926, OCLC 717524441.
- Lebensentfaltung in Ehe und Zölibat. Saarbrücken 1939, OCLC 1203399574.
- Die Konzentrationslager. Eine Gewissensfrage für das deutsche Volk und für die Welt. Stuttgart-Ellwangen 1945.